# Gaia Germani
Gaia Germani, pseudonimo di Giovanna Giardina (Roma, 30 agosto 1942 – Roma, 20 febbraio 2019), è stata un'attrice italiana.

## Biografia
Dopo gli studi svolti tra il liceo Giulio Cesare di Roma e l'Istituto Maffei di Torino, iniziò a sfilare e a prendere parte a dei fotoromanzi. Contemporaneamente frequentò l'accademia di arte drammatica.
A Parigi ha svolto attività importanti lavorando con James Mason, Paul Meurisse, Eddie Constantine, Martine Carol. Il suo fisico sottile e il suo temperamento tenace le fruttarono le copertine di Vogue, L'Espresso, Tempo, Panorama e Playmen.
Ha tra l'altro interpretato il fotoromanzo Per non amare con Mirko Ellis, Patrizia Del Frate, Ermanno Adriani.
La sua attività nel cinema si è sviluppata nel corso degli anni sessanta e settanta, durante i quali ha recitato complessivamente in una ventina di film.
Tra le sue interpretazioni di rilievo quella nell'episodio Guglielmo il dentone del film I complessi (1965), in cui interpreta sé stessa al fianco di Alberto Sordi.
Sempre nel 1965 ha preso parte al film Marcia nuziale di Marco Ferreri, accanto a Ugo Tognazzi. Poi ha interpretato una serie di thriller e film d'avventura accanto ad attori quali Donald Sutherland, Philippe Leroy, Christopher Lee, Gabriele Ferzetti.

## Filmografia

### Cinema
- Ercole al centro della Terra, regia di Mario Bava (1961)
- Operazione: Gold Ingot, regia di Georges Lautner (1962)
- Il trionfo di Robin Hood, regia di Umberto Lenzi (1962)
- Sparate a vista all'inafferrabile 009, regia di Georges Lautner (1962)
- Finché dura la tempesta, regia di Bruno Vailati (1963)
- Spionaggio senza frontiere (L'honorable Stanislas, agent secret), regia di Jean-Charles Dudrumet (1963)
- L'agente federale Lemmy Caution (À toi de faire... mignonne), regia di Bernard Borderie (1963)
- L'hobby, episodio de I maniaci, regia di Lucio Fulci (1964)
- Guglielmo il dentone, episodio de I complessi, regia di Luigi Filippo D'Amico (1965)
- Il castello dei morti vivi, regia di Luciano Ricci (1964)
- OSS 77 - Operazione fior di loto, regia di Bruno Paolinelli (1965)
- Marcia nuziale, regia di Marco Ferreri (1966)
- Agente Logan - Missione Ypotron, regia di Giorgio Stegani (1966)
- Mister X, regia di Piero Vivarelli (1967)
- O l'ammazzo o la sposo (Bang-Bang), regia di Serge Piollet (1967)
- Il diavolo nel cervello, regia di Sergio Sollima (1972)
- Seduzione coniugale, regia di Franco Daniele (1974)

### Televisione
- La donna di picche – miniserie TV, 4 episodi (1972)
- Nessuno deve sapere – miniserie TV, 3 episodi (1972)
- Una serata al gatto nero – miniserie TV, 2 episodi (1973)
- Diagnosi – miniserie TV, 1 episodio (1975)
- Un uomo curioso, regia di Dino Bartolo Partesano – film TV (1975)

## Doppiatrici italiane
- Vittoria Febbi in Ercole al centro della Terra, Marcia nuziale
- Luisella Visconti ne Il trionfo di Robin Hood
- Anna Miserocchi ne L'agente federale Lemmy Caution
- Mirella Pace ne I maniaci
- Gabriella Genta ne Il castello dei morti vivi